# 羽谷直子
羽谷 直子（はだに なおこ、1981年1月9日 - ）は、朝日放送（ABC）の元アナウンサー。身長は165cm。

## 来歴・人物
1981年1月9日、大阪府吹田市出身。ニックネームは「はだにぃ」「直ちゃん」。梅花高等学校、関西学院大学社会学部卒業。
2003年4月にアナウンサーとして朝日放送に入社した。アナウンサー時代は、スポーツから報道やバラエティや生活情報番組も含め、各方面で多角的に活躍していた。特に夏の高校野球に関しては相当の強い思い入れで、2003年 - 2007年には、取材などを精力的にこなしていた。
B'zの大ファンであり、本人には入社2年目にして朝日放送内で対面している。2005年6月4日には関西テレビ『たかじん胸いっぱい』では「在阪局女子アナ大集合」に朝日放送代表として局の垣根を越えて出演し、2001年度の「ミス関西学院大学・クレセントクイーン」だったと判明した。
大学3年生の時には、タレントとしてチョーヤ梅酒「ウメッシュ」のコマーシャルに出演していた。全国約6,000人の応募の中から中村俊介の“恋人役”オーディションに1人合格し、CMで俳優の中村俊介と共演。CMは入社1年目の2003年まで放送されていた。
2008年に高校野球関連番組の担当を外れると、同年10月31日の『おはようコールABC』で、アナウンサー職を離れることを発表。同年11月に、アナウンス部から番組宣伝部へ異動した。
最後の出演番組は、異動直後（2008年11月15日）にABCラジオで放送された『チュートリアルの声』。同番組では、アナウンサーを卒業した理由として、「第二の人生を考えたうえで、“会社のことを広く知りたい”との思いから、アナウンサーとしての経験が生かせる部署への異動を希望した」と話した。
2009年4月からは、朝日放送の番組宣伝部員として、チュートリアルがレギュラーで出演する『地元応援バラエティ このへん!!トラベラー』（ABCテレビ版）などで広報を担当していた。
その後は、ラジオ局に異動。2011年にABCラジオ創立60周年記念テーマソング「ハッピーソング ハッピーボイス」を発表した際には、一般から募集した歌詞の選考委員を務めた。2012年3月時点では、ラジオ営業部に所属している。
ABCラジオではアナウンス職を離れた後も、一部のスポットCMで（アナウンサー時代に収録した）羽谷の声によるCMが放送されている。また、ラジオ局へ異動後の2011年8月にも、第93回全国高校野球選手権大会ラジオ中継の雨傘番組で案内役を務めた。

## アナウンサー時代の出演番組

### テレビ
- 全国高校野球選手権大会中継

SUNSUNリポート - 2003-2005年
甲子園スタジオ担当 - 2006年・2007年
- 速報!甲子園への道（2005年-2007年）
- 食べて元気!ほらね（レポーター）
- ますだおかだ角パァ!（月一回、金曜日深夜放送）
- おはようコールABC（ニュース担当、2007年4月〜2008年10月）主に金曜担当、小寺右子が不在のときはメインキャスターを務めていた。
- ムーブ!（レポーター）不定期
- サーフストリート2007（スカイ・A sports+）

### ラジオ
- 全力投球!!妹尾和夫です（中継リポーター、週1回担当、2003年9月29日-2008年3月24日）
- 羽谷直子のきゃぴきゃぴキャンパス@阪大（2005年10月-2006年3月）
- 羽谷直子のきゃぴきゃぴラジオ（単発特番、2005年に2回放送）
- ダンディー・ウィークエンド（2005年4月-9月）
- ダンディ・エクスプレス（2005年10月-2006年3月）
- サンデー・エクスプレス（2006年4月-2007年3月）
- チュートリアルの声（土曜日、2007年4月14日〜2008年6月）20時00分〜20時30分